# الدورية الأردنية للهندسة المدنية
الدورية الأردنية للهندسة المدنية هي مجلة علمية تصدر من قبل جامعة العلوم والتكنولوجيا الأردنية. وتنشر أربعة أعداد سنويا. تختص المجلة بنشر الأبحاث المتعلقة بالهندسة المدنية. ومن أهدافها رفع سوية الأبحاث والعلوم في مجالات الهندسة المدنية في منطقة الشرق الأوسط والعالم العربي.

## وصلات خارجية
الدورية الأردنية للهندسة المدنية